# .276 Enfield
El .276 Enfield (7 × 60 mm) es un cartucho de rifle de fuego central desarrollado con fines experimentales para uso militar. Cuenta con un diseño de cuello de botella y borde rebajado desarrollado junto con el rifle Pattern 1913 Enfield (P'13). El desarrollo fue interrumpido por el inicio de la Primera Guerra Mundial .

## Historia
Durante la segunda guerra bóer en Sudáfrica (1899-1902), las autoridades británicas se vieron obligadas a reevaluar el diseño de rifles y municiones después de enfrentarse a losfrancotiradores Bóer armados con rifles Mauser Modelo 1895 que disparaban munición 7 × 57 mm Mauser con una eficacia fulminante. superando fácilmente al .303 British Mark II en lo que respecta al fuego preciso de largo alcance.  El cartucho .303 British en ese momento todavía usaba cordita propulsora, en contraste con la pólvora sin humo tipo balistita de mayor rendimiento del Mauser.
El .276 Enfield se diseñó con la intención de reemplazar al  .303 British, usado en los rifles Lee-Enfield, y de ser al menos similar en tamaño y rendimiento a otros cartuchos de rifle militares de principios del siglo XX, como el .280 Ross, 7,92 × 57 mm Mauser, .30-06 Springfield y 7,5 × 55 mm Swiss GP11 . Antes de llegar a las pruebas de 1913, se desarrollaron y probaron docenas de iteraciones de cartuchos y proyectiles .256 y .276 durante varios años. Las iteraciones de cartuchos .276 más largas presentaron una longitud total de 91,11 mm y una longitud de caja de 70,1mm.

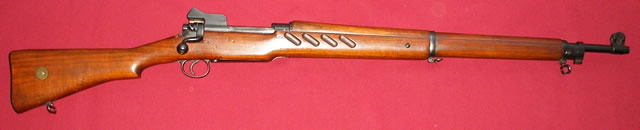
Fusil experimental modelo 1913 Enfield

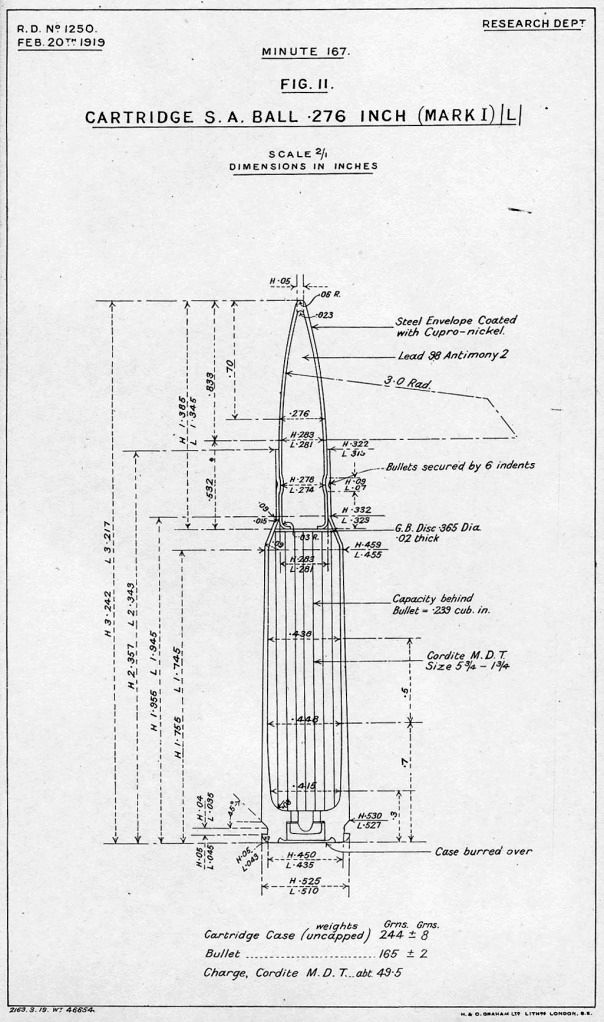
Dibujo del cartucho (experimental) SA Ball .276 pulgadas Mark IL